# Bianca Rosa
"Bianca Rosa" is een single van de Duitse schlagerzanger René Carol. Het nummer is geschreven door de Duitse componist en orkestleider Hagen Galatis op een tekst van Jean Nicolas.

## Hitnotering
| Bianca Rosa        | Bianca Rosa           | Bianca Rosa | Bianca Rosa | Bianca Rosa |
| Hitlijst           | Datum van binnenkomst | Week:       | 1           |             |
| ------------------ | --------------------- | ----------- | ----------- | ----------- |
| Nederlandse Top 40 | 02-01-1965            | Positie:    | 35          | uit         |